# James Moyes
James Moyes (1851 - 1927) est un écrivain, théologien et polémiste écossais.

## Biographie
Moyes est né à Édimbourg en 1851,. Il fait ses études en Irlande, en France et à Rome au Venerable Collège anglais de Rome. Ordonné prêtre en 1875, il est ensuite nommé professeur au St Bede's College de Manchester, en Angleterre. Il est nommé théologien chanoine du chapitre de Salford, 1891, et du chapitre de Westminster, 1895. En 1896, il siège à la Commission papale à Rome sur les questions anglicanes sur lesquelles il est une autorité. En 1903, il est choisi comme sous-délégué apostolique pour la cause des martyrs anglais. Il édite la Dublin Review jusqu'en 1903, contribue une grande quantité de littérature controversée sur des sujets théologiques à The Tablet et a écrit Aspects of Anglicanism, 1906.
Moyes est décédé à l'hôpital de St John et St Elizabeth à Londres le 11 mars 1927.

## Ouvrages
- Moyes, « Père Hyacinthe's Marriage », The Nineteenth Century and After, New York; London, Leonard Scott Publication; Spottiswoode, vol. 72, no 427,‎ septembre 1912, p. 581–588 (OCLC 08456197, lire en ligne, consulté le 7 avril 2013)